# Prawda (województwo łódzkie)
Prawda – wieś w Polsce położona w województwie łódzkim, w powiecie łódzkim wschodnim, w gminie Rzgów.
Wieś kapituły katedralnej krakowskiej w powiecie piotrkowskim województwa sieradzkiego w końcu XVI wieku. W latach 1975–1998 miejscowość administracyjnie należała do ówczesnego województwa łódzkiego.

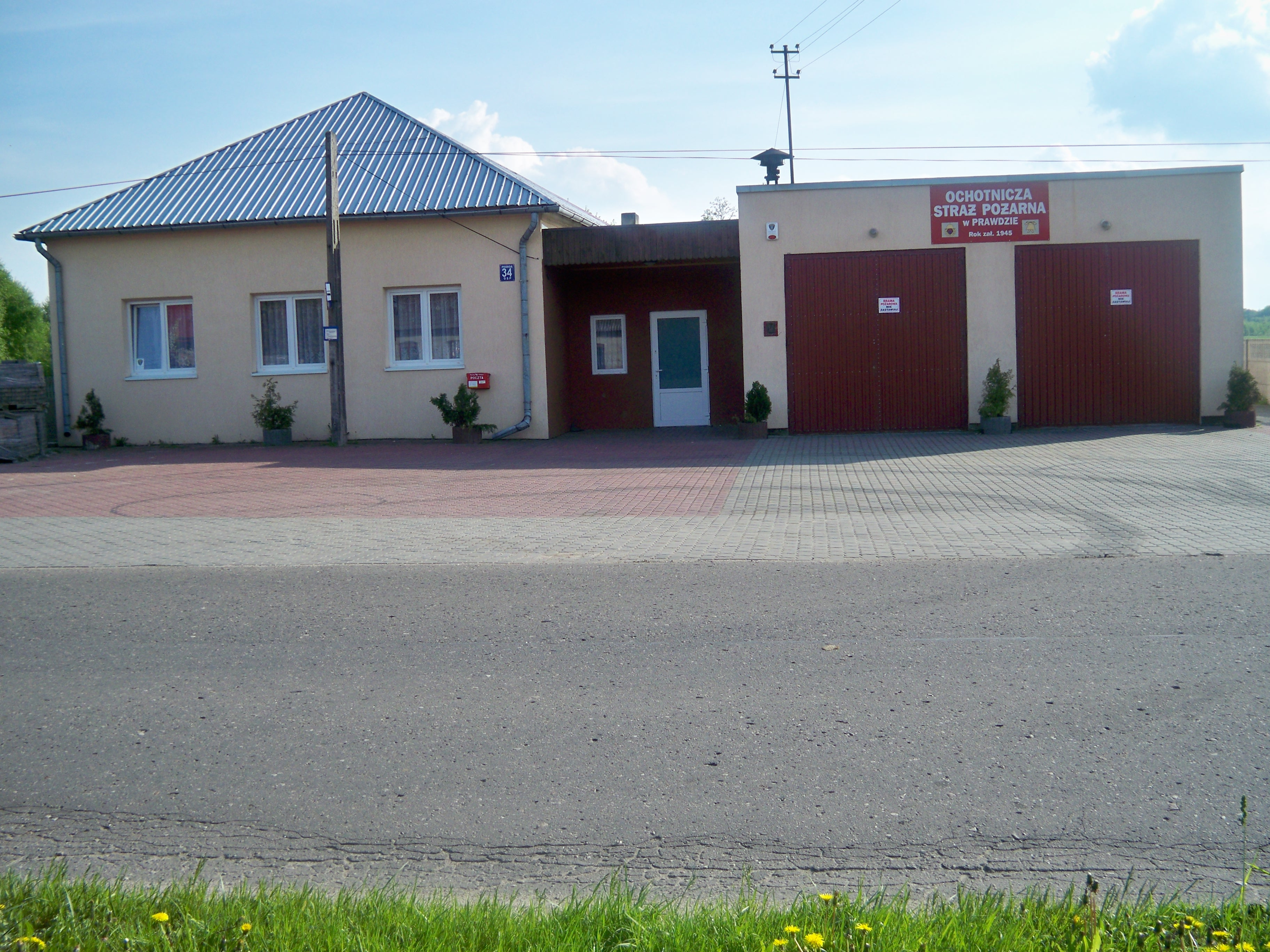
OSP Prawda

Wieś rolniczo-usługowa. Na jej terenie, prócz gospodarstw jednorodzinnych, znajduje się także ferma produkcyjna oraz kilka niewielkich zakładów usługowych. Zabudowa luźna wzdłuż głównej drogi (ulicówka). Wzdłuż wsi przepływa niewielka rzeka Dobrzynka.

Znajduje się tam remiza strażacka.